# Analizzatore multicanale

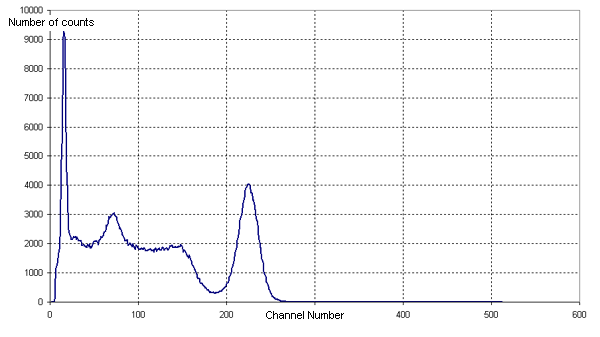
Il grafico prodotto da un MCA in modalità PHA nell'analisi di Cs-137

Un analizzatore multicanale (MCA) è uno strumento di laboratorio usato per analizzare un segnale costituito da impulsi. È ampiamente usato per condurre digitalmente vari esperimenti, in particolare nel campo della fisica nucleare, tra cui la spettroscopia gamma. Gli MCA sono generalmente interfacciati tramite USB o Ethernet, ma possono anche usare PCI o RS232.

## Uso
Un analizzatore multicanale usa un convertitore A/D (analogico/digitale) per acquisire gli impulsi in arrivo, dopodiché memorizza le informazioni riguardo a tali impulsi in uno dei due seguenti modi:

### Analisi dell'ampiezza degli impulsi
Nella modalità di analisi dell'ampiezza degli impulsi (PHA), gli impulsi stessi sono conteggiati in base alla loro ampiezza. Il numero di ampiezze differenti che sono conteggiate dipende dal numero di canali dell'MCA, ma sono normalmente alcune migliaia. In questo modo viene prodotto un istogramma frequenza - ampiezza degli impulsi e mostrato sullo schermo di un computer o, in modelli antiquati, stampato direttamente. Questa modalità può essere usata per analizzare la distribuzione energetica di vari processi nucleari, tra cui il decadimento radioattivo: questo è il processo usato nella spettroscopia gamma.
In tempi recenti (da circa il 2010 in poi) i miglioramenti della potenza di calcolo dei computer hanno reso possibile una approccio completamente software. La semplificazione dell'hardware e la conseguente riduzione dei costi hanno quindi permesso di utilizzare la tecnica MCA anche agli appassionati di elettronica e ai makers. Un esempio di MCA Open Source e "Fai da te" si trova nel sistema Theremino.

### Scaler multicanale
Nel modo scaler multicanale (MCS) gli impulsi sono contati in un dato periodo di tempo; il canale degli impulsi cambia nel tempo (piuttosto che, come nel PHA, secondo l'ampiezza). Il segnale di cambiamento del canale può essere usato per variare altri parametri dell'esperimento, permettendo di usare un MCA come un registratore X-Y. Questo modo può essere 
usato in congiunzione con un Contatore Geiger per rilevare una variazione della radioattività nel tempo.